# Гап
Гап (фр. Gap, Hautes-Alpes) град је у Француској, у департману Високи Алпи.
По подацима из 1999. године број становника у месту је био 36.262.

## Демографија
| 1962.  | 1968.  | 1975.  | 1982.  | 1990.  | 1999.  | 2011.  |
| ------ | ------ | ------ | ------ | ------ | ------ | ------ |
| 20.478 | 23.994 | 28.233 | 30.676 | 33.444 | 36.262 | 40.654 |

## Партнерски градови
- Пинероло
- Бјанкавила
- Траунштајн